# HMX-1

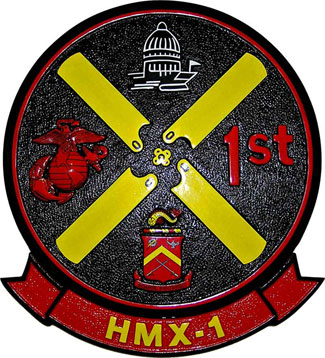
A bandeira do esquadrão.

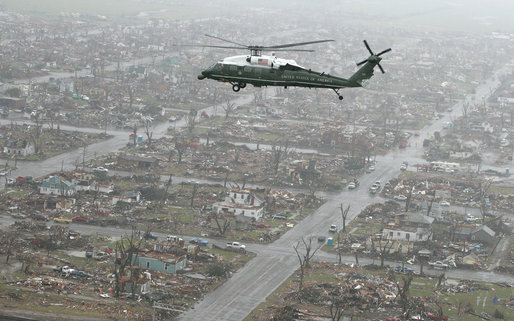
O helicóptero Marine One (modelo UH-60 Black Hawk) sobrevoando o estado do Kansas.

O HMX-1 ou USMC Nº1 é um esquadrão de helicópteros do Corpo de Fuzileiros Navais dos Estados Unidos (USMC). O esquadrão é famoso por ser o responsável pelo transporte do presidente, vice-presidente, altos dirigentes do governo e autoridades estrangeiras em visita aos Estados Unidos da América.
Todo mundo já viu pela TV ou em fotografias, um sorridente presidente norte-americano descendo de um helicóptero nos jardins da Casa Branca. Esse helicóptero, leva à designação de Marine One enquanto leva a bordo o presidente dos EUA, tornando assim, depois do Air Force One o símbolo mais reconhecível do presidente daquele país. O esquadrão tem como missão deslocamentos curtos, perto de Washington, e a comunicação direta da Casa Branca com a base de Andrews, em Maryland, onde estão baseados os Boeings VC-25, os 747, destinados ao transporte do presidente, mais conhecidos como Air Force One.

## A história do Esquadrão HMX-1
O Esquadrão HMX-1 do USMC foi criado em Dezembro de 1947 como unidade experimental para testar e avaliar os helicópteros e suas táticas, atividade ainda continua sendo desenvolvida por meio do seu Departamento de Avaliações e Testes Operacionais. A principal função do esquadrão, no entanto, é proporcionar o transporte para o presidente, vice-presidente, os membros do gabinete e os chefes estrangeiros para onde for necessário. A unidade sempre esteve baseada em Quantico, Virgínia, e iniciou suas atividades em 1957, quando uma de suas aeronaves experimentais foi solicitada para transportar com urgência o então presidente Dwight Eisenhower. A partir desta missão, foi criada uma unidade VIP e, em 1959, começaram a ser realizadas regularmente essas missões. Desde então, o Esquadrão HMX-1 já transportou nove presidentes dos EUA.

## A frota do Esquadrão HMX-1
O esquadrão tem atualmente 34 helicópteros, sendo 11 Sikorsky VH-3D Sea King, 8 Sikorsky VH-60N Black Hawk, 4 Sikorsky CH-53D Sea Stallion, 4 Sikorsky CH-53E Super Stallion e 1 Bell UH-1N Iroquois. Sendo os dois primeiros modelos destinados ao transporte das autoridades e, o restante da frota apóia a atividade dos primeiros, transportando todo o tipo de equipamento, automóveis e delegações para onde venha a ser realizado uma visita presidencial.
Em 1999 foi aberta uma concorrência entre a Sikorsky e a Lockheed Martin para selecionar uma aeronave que substituísse os atuais helicópteros presidenciais que equipam o HMX-1. Após a concorrência ser adiada várias vezes e uma disputa acirrada entre os dois fabricantes, em 28 de janeiro de 2005, foi anunciado que o US101, (versão americana fabricada pela Lockheed, do EH-101) foi o vencedor da competição para ser o próximo helicóptero Marine One.